# Manchesterliberalismus
Der Manchesterliberalismus, das Manchestertum oder die Manchesterschule bezeichnet eine politische Strömung und Freihandelsbewegung in Großbritannien im 19. Jahrhundert, die in der Stadt Manchester mit der Anti-Corn-Law-League ihren Ausgang nahm. Die bedeutendsten Vertreter des Manchesterliberalismus waren die Engländer Richard Cobden und John Bright sowie der Franzose Frédéric Bastiat und der Belgier Gustave de Molinari. In Deutschland wurden manchesterliberale Positionen von der Deutschen Fortschrittspartei (Hermann Schulze-Delitzsch, Eugen Richter) und vom linken Flügel der Nationalliberalen (Ludwig Bamberger, John Prince-Smith) sowie deren Nachfolgeorganisationen (Liberale Vereinigung, Deutsche Freisinnige Partei, Freisinnige Volkspartei, Freisinnige Vereinigung) vertreten.
Als Inspiration dienten die Schriften der Autoren der klassischen Nationalökonomie, des klassischen Wirtschaftsliberalismus und des Utilitarismus. Bisweilen wird auch Herbert Spencer als Inspiration genannt, was aber chronologisch nicht möglich ist, weil Herbert Spencer sein erstes Buch Social Statics erst 1851 veröffentlichte, also nachdem die Manchesterliberalen 1846 die Abschaffung der Getreidezölle mit der 1838 gegründeten Anti-Corn Law League erreicht hatten.
Der Ausdruck Manchesterliberalismus bezeichnet heute vielfach eine Politik, die so weit wie möglich auf den Markt vertraut, und damit eine Extremform des wirtschaftlichen Liberalismus. Seit dem 19. Jahrhundert wird er von Konservativen und Sozialdemokraten auch als Kampfbegriff benutzt.

## Begriff
Der Begriff Manchester School geht auf den britischen Premierminister Benjamin Disraeli zur Bezeichnung der politischen Bewegung um Richard Cobden zurück. Disraeli benutzte ihn in abschätziger Weise für die Gelegenheitskoalition der parlamentarischen „corn law“-Gegner, die in ihren sonstigen Anschauungen jedoch sehr heterogen waren. In England meinte der Begriff den linken Flügel der liberalen Partei, die in Manchester eine feste Basis hatte oder einfach nur die Freihandelsdoktrin, die in dieser Stadt im Zuge der Agitation gegen die Korngesetze ihren Anfang genommen hatte.
Der Begriff Manchester School wurde in der öffentlichen Wahrnehmung mit dem Glauben an Freihandel, Eigennutz (Individualismus) und laissez-faire assoziiert sowie mit der hervorstechenden Doktrin, dass – wie Benjamin Kidd es sah – sich jedes ökonomische oder soziale Übel durch freiwilliges Engagement und Selbsthilfe überwinden ließe.
Der deutsche Arbeiterführer Ferdinand Lassalle entwickelte daraus das Schmähwort Manchestertum zur Bezeichnung der deutschen Freihandelsbewegung. Dieses verwendete er erstmals 1863 in seiner Veröffentlichung Die indirekte Steuer und die Lage der arbeitenden Klasse. Darin schrieb er, dass „unsere Nichts-als Freihändler, die Affen der Manchester-Männer, diese lächerlichen, die sich dünken Ökonomen zu sein“ seiner Ansicht nach dafür verantwortlich sind, dass der Staat (damals) sozialpolitisch passiv blieb und die Arbeiter ihrem Schicksal überließ. In der Folge übernahmen sowohl sozialdemokratische als auch konservative Autoren den Begriff Manchesterschule als Kampfbegriff. Dadurch sollten deutsche Gelehrte, Journalisten und Politiker, die für eine liberale Wirtschaft eintraten, als Verfechter einer ausländischen Ideologie gebrandmarkt werden, die den englischen Interessen diene. So schrieb Werner Sombart 1915: „Dann kam aber noch eine trübe Zeit für Deutschland, als in den 1860er und 1870er Jahren die Vertreter der sogenannten Manchesterschule die englischen Importwaren ganz schamlos auf den deutschen Gassen als deutsches Erzeugnis feil boten.“

## Manchesterliberalismus im Vereinigten Königreich Großbritannien und Irland
Einen Manchesterliberalismus als konsistente Schule hat es nie gegeben, schon gar nicht im strengen Sinn einer wissenschaftlichen Schule. Cobden und seine Mitstreiter waren praktische Geschäftsleute und Politiker, die wenig Interesse daran hatten, eine in Breite und Fülle konsistente Theorie zu entwickeln. Sie entwarfen eher Streitschriften und hielten Reden zu verschiedenen Anlässen. Innerhalb der Bewegung gab es unterschiedliche Vorstellungen in Einzelfragen und auch über das Ausmaß der Anwendung der grundsätzlichen Prinzipien. Die grundsätzlichen Prinzipien waren innerhalb der Bewegung jedoch allgemein anerkannt.
Die ursprünglichen corn-law-Gegner setzten sich aus sehr verschiedenen Gruppen zusammen, die sich nur in der Frage der Abschaffung der Kornzölle einigermaßen einig waren und in ihrer Gesamtheit keinen Grund sah, über diese politische Kampagne hinauszugehen und laissez faire zu verkünden, gleichwohl stand ein Großteil der Teilnehmer an der Bewegung staatlichem Handeln sehr negativ gegenüber. In diesem Sinne ist eine laissez-faire-Haltung, wie auch Goldwin Smith schrieb, charakteristisch für das Manchestertum. Eine kohärente laissez-faire-Politik wurde nach Ansicht von Gramp von der Manchesterschule nie vertreten. Nach Hayek hingegen vertraten sie eine „etwas extremere laissez-faire-Position“ als die klassischen Wirtschaftsliberalen. Dabei wurde die extreme libertäre Botschaft durchaus kontinuierlich vertreten, und auch in Manchester war man bereit, den Gedanken an Freihandel fallen zu lassen, sobald dieser mit einem unerwünschten Maß an Staatsinterventionismus in Bezug auf soziale Aspekte in Kauf genommen werden musste.

### Freihandel
Der Manchesterliberalismus stand in erster Linie für den Freihandel. Die Liberalen um Richard Cobden und John Bright sahen im Freihandel den Schlüssel zu mehr Wohlstand. Der Protektionismus, verkörpert beispielsweise durch die Corn Laws, galt bei Freihändlern nicht nur als schädlich für das Ausland, sondern auch für die Wirtschaft im Inland. Außerdem erhofften die Manchesterliberalen vom Freihandel mehr Frieden, denn die zunehmende Abhängigkeit durch die fortgeschrittene Arbeitsteilung zwischen den Völkern sollte es – so die Manchesterliberalen – den Regierungen nahezu unmöglich manchen, ihre Völker gegeneinander aufzuhetzen. Frédéric Bastiat: „Wenn Waren nicht die Grenze passieren dürfen, dann werden es Soldaten tun.“
Schon Adam Smith hatte im 18. Jahrhundert davor gewarnt, dass Einfuhrbeschränkungen, insbesondere bei Grundgütern wie Getreide, bei ärmeren Bürgern zu Unterernährung führen könnten. Dennoch belegte die britische Regierung 1815 die Getreideeinfuhr mit einem hohen Zoll. Missernten in den Jahren 1846–1849 führten dann tatsächlich zu einer großen Hungersnot; allein im Winter 1847 beklagte man in England 250.000 Hungertote.

John Bright und Richard Cobden, die zwei wichtigsten Vertreter des Manchesterliberalismus

Ab 1815 bestimmte die Diskussion um die Getreideeinfuhr die politische Landschaft Großbritanniens. In der Diskussion um den Freihandel standen die neuen unternehmerischen Eliten und das anwachsende Proletariat den alten Grundbesitzereliten und teilweise auch der einfachen ländlichen Bevölkerung gegenüber. Nach Ansicht der Unternehmer hätten die hohen Getreidepreise Einfluss auf das Lohnniveau in Großbritannien. Sinkende Getreidepreise hätten ihrer Ansicht nach die Möglichkeit eröffnet, die Löhne und damit die Produktionskosten zu senken.
Die Manchesterliberalen um den aus armen Verhältnissen stammenden Unternehmer Richard Cobden und John Bright gründeten 1839 die Anti-Corn Law League, mit dem Ziel, die Corn Laws abzuschaffen. Die Anti-Corn Law League entwickelte sich dank starker finanzieller Unterstützung durch die Textilindustrie zu einer sehr schlagkräftigen Organisation mit mehr als 800 Angestellten. Die Liga sammelte Unterschriften und verbreitete in der Bevölkerung mit Broschüren und durch Reden ihre Kritik an der als verhängnisvoll angesehenen Wirkung der Corn Laws. Dabei verfolgten sie eine Doppelstrategie. Gegenüber den Arbeitern erklärten sie, dass die Abschaffung der Kornzölle den Brotpreis verbilligen werde. Gegenüber den Industriellen erklärten sie, dass dies die Gelegenheit eröffne, die Löhne zu senken und dass der steigende Außenhandel die Gelegenheit böte, mehr Fertigwaren in das Ausland zu verkaufen. Die Erwartung sinkender Löhne beruhte auf dem damals aktuellen, von David Ricardo formulierten eisernen Gesetz, dass die Löhne stets zu einem den Lebensunterhalt gerade noch sichernden Niveau tendieren.
Im Mai 1846 schaffte das Parlament auf Drängen der Manchesterliberalen und mit Unterstützung der Bevölkerung die Corn Laws ab; das war der erste große Erfolg der Manchesterliberalen. Dieser Erfolg spaltete nicht nur die Konservativen in Großbritannien, sondern verschaffte dem Freihandel auch mehr Reputation. Die geänderten Zollbestimmungen verhinderten nicht, dass zwischen 1845 und 1849 alleine in Irland mehr als 1 Million Menschen verhungerten (Große Hungersnot in Irland). Tatsächlich war die Aufhebung der corn-laws für Irland ein zusätzliches Desaster, da das Land traditionell große Mengen Getreide an den engländischen Landesteil verkaufte. Dennoch schien Freihandel für die Doktrinäre Cobden, Bright, Charles Wood, 1. Viscount Halifax und Sir Charles Trevelyan die einzig mögliche Lösung, staatliche Unterstützungsprogramme hielten sie für falsch. Zu dieser Zeit war Manchesterliberalismus eine weitverbreitete Philosophie, die im Parlament und in Regierungskreisen eine wichtige Rolle spielte. Dies zeigte sich auch am Beispiel des Leiters des Schatzamts Sir Charles Trevelyan, der als solcher für die Behandlung der irischen und schottischen Hungersnot zuständig war. Dieser warnte in langen Schreiben andere Regierungsvertreter und auch private Wohltätigkeitsvereine vor dem demoralisierenden Effekt, den es habe, wenn Menschen etwas ohne Gegenleistung erhalten.
Aufgrund der positiven Erfahrung mit dem Fall der Corn Laws schufen Frankreich und Großbritannien 1860 ein Freihandelsabkommen, das die Abschaffung der meisten Handelshemmnisse (u. a. 371 Zölle auf britischer Seite) beinhaltete. Später schlossen sich auch die Länder Belgien, Italien und die Schweiz sowie der Deutsche Zollverein an. Bis 1880 währte dieses Abkommen. Danach verfolgte nur noch Großbritannien eine Freihandelspolitik, die zum Grundprinzip seiner Außenwirtschaftspolitik geworden war. Dieses Freihandelsabkommen heißt oft auch nur Cobden-Vertrag.
Durch den Freihandel hatte das bereits industrialisierte England Handelsvorteile gegenüber wirtschaftlich weniger entwickelten Staaten insbesondere innerhalb des informellen Empires (siehe auch: Britisches Empire). So war laut dem Historiker Peter Wende den von der englischen Industrie erzeugten Produkten dort durch den Freihandel eine „monopolähnliche Vorrangstellung“ analog zu den Handelsbeschränkungen im Merkantilismus garantiert. Diese wirtschaftliche Vorrangstellung innerhalb des informellen Empires wurde von der britischen Flotte abgesichert, die den Marktzugang der englischen Produkte verbesserte.

### Beschränkung des Staates
Die Forschungen von Gary M. Anderson und Robert D. Tollison, zwei Vertretern der Neue Politische Ökonomie, kommen zu dem Ergebnis, dass die Anti-Corn Law League (eine Bewegung von Industriellen) mit dem Kampf gegen die Corn Laws zwar ein populäres Thema aufgegriffen hat, ihr Hauptzweck aber die Abschaffung des Einfuhrzolls auf Baumwolle und der Kampf gegen Fabrikgesetze war.
Die Anti-Corn Law League war von ihrer Verfassung her zwar auf das Thema der Kornzölle beschränkt. Dennoch verwandte sie von Anfang an auch Ressourcen in den Kampf gegen eine Ausweitung des Fabrikgesetzes. Das 1833 erstmals eingeführte Fabrikgesetz schränkte Kinderarbeit ein. Bereits aus dem Jahr 1839 ist eine Propagandaschrift der Anti-Corn Law League gegen den prominenten Sozialreformer Lord Ashley überliefert, aus dem Jahr 1841 eine Streitschrift gegen die Ausweitung des Fabrikgesetzes. Bis zu ihrer Auflösung war die Anti-Corn Law League die führende Partei in der Ablehnung einer Erweiterung des Fabrikgesetzes.
Der mit dem Namen Manchester-Partei verbundene Flügel der Gesellschaft, der sich im Kampf gegen die Corn Laws im Besonderen und gegen eine an agrarischen Interessen ausgerichtete Wirtschaftspolitik im Allgemeinen zu einer schlagkräftigen Bewegung entwickelten, propagierten später „lautstark und gläubig vereinfachend“ die Segnungen des laissez-faire, der möglichsten Zurückhaltung des Staates in allen Bereichen. Dieser Gesellschaftsflügel wurde zu einer Stütze des mehrfachen Premierministers William Ewart Gladstone, dem Gegenspieler von Disraeli. Der berühmteste Volksredner dieses Flügels wurde John Bright. Einige Vertreter des Manchesterliberalismus waren seit den 1840er Jahren Abgeordnete im House of Commons (Vereinigtes Königreich). Insbesondere Richard Cobden, John Bright und Charles Pelham Villiers bekämpften auch dort die Erweiterung der Fabrikgesetze, durch welche die Arbeitszeit von Frauen und Kindern auf maximal 10 Stunden pro Tag begrenzt werden sollte. John Bright entwickelte sich zum größten Gegenspieler des Sozialreformers Lord Ashley. Dieser beschrieb Bright als „ever my most malignant opponent (= der bösartigste Gegner den ich je hatte)“. Bright stimmte auch gegen Verschärfungen des Gesetzes gegen das Trucksystem und war ein entschiedener Gegner öffentlicher Schulen. Cobden stimmte ebenfalls regelmäßig gegen diverse Erweiterungen des Fabrikgesetzes, er machte aber eine Ausnahme, als er 1842 das Verbot der Frauenarbeit in Bergwerken befürwortete.
Im Kampf gegen die Versuche der Beschränkung der Kinderarbeit und der allgemeinen Reduzierung der Arbeitszeit auf maximal 10 Stunden pro Tag formulierte John Bright eine Maxime, die außerordentlich charakteristisch für die Manchester Schule war.

“Most of our evils arise from legislative interference.”

„Die meisten unserer Missstände sind durch Einmischung des Gesetzgebers entstanden.“

Frédéric Bastiat, der mit seiner satirischen Petition der Kerzenmacher das Problem behandelte, dazu: „Der Staat ist die große Fiktion, nach der sich jedermann bemüht, auf Kosten jedermanns zu leben.“

### Antimilitarismus und Antikolonialismus
Die Manchesterliberalen lehnten den damals praktizierten Militarismus ab, weil sie auch darin eine Ausnutzung (z. B. durch Wehrpflicht) der ärmeren Bevölkerungsschichten durch das Königshaus und den Adel sahen.
Der Kolonialismus wurde genauso abgelehnt, weil er als „teures Hobby“ des Adels angesehen wurde und auch nur mit Militär betrieben werden konnte. Zudem hielten die Manchesterliberalen die Schaffung von Kolonien und die Bevormundung und Ausnutzung der dort lebenden Menschen für Unrecht. Die Manchesterliberalen engagierten sich auch gegen die Sklaverei. Richard Cobden vertrat diese Haltung vor allem während des Sezessionskrieges.

## Manchesterliberalismus in Deutschland
In Deutschland hat der Manchesterliberalismus kaum richtig Fuß fassen können, da der Einfluss des Staates auf das gesellschaftliche Leben wesentlich größer war als in England. Fast das gesamte Bildungswesen wurde vom Staat oder von den Kirchen organisiert, die regionalen öffentlichen Sparkassen waren die bevorzugten Institutionen des Finanzsektors und zahlreiche Bergwerke und Verkehrswege wurden ebenfalls vom Staat betrieben.
Ab 1840 existierte der vom Deutsch-Briten John Prince-Smith geführte Deutsche Freihandelsverein. Obwohl der Manchesterliberalismus in seiner reinen Form eine Minderheitenposition war, setzten liberale Politiker einige seiner Prinzipien um. Otto von Bismarck betrieb eine Politik der wirtschaftlichen Liberalisierung im Zuge der Reichseinigung, allerdings eine ausdrückliche Schutzzollpolitik nach außen. Der entschiedene Schutzzoll-Gegner Ludwig Bamberger gilt als Gründer der Reichsbank und war zeitweilig Bismarcks Berater. Das endgültige Ende des Einflusses der Manchesterliberalen auf die Politik Bismarcks kam 1879/1880, als Bismarck seine Schutzzollpolitik durchsetzte. 1880 kam es auch zum Bruch in der Nationalliberalen Partei. Die deutschen Manchesterliberalen, allen voran der fortschrittliche Hermann Schulze-Delitzsch und sein Schüler Eugen Richter, nahmen bedeutenden Einfluss auf die Entwicklung des Genossenschaftswesens und der Arbeitervereine und genossen dabei die Unterstützung der Deutschen Fortschrittspartei, aber nur zum Teil der Nationalliberalen. Die Ablehnung des Freihandels war im Deutschen Reich auch so schon populär. Vor allem Handwerker, Landwirte und Großgrundbesitzer fühlten sich durch den zunehmenden Welthandel, die Industrialisierung und eine liberale Wirtschaftsordnung (ohne Zunftwesen, ohne Meisterzwang) bedroht.
Der Liberalismus wurde fortan von den Vertretern der Deutschen Fortschrittspartei bzw. der Freisinnigen Volkspartei vertreten. Einer der wichtigsten Vertreter des Manchesterliberalismus war Eugen Richter, der sich im Reichstag sehr hart einerseits mit Bismarck und den Konservativen, andererseits mit der Sozialdemokratischen Partei August Bebels auseinandersetzte. Eugen Richter wies dabei die Vorwürfe gegen die „Manchesterpartei“ wie folgt zurück:

„Manchester ist eine Stadt in England, in welcher seiner Zeit die Ideen und Interessen des Freihandels vorzugsweise vertreten waren. Die Schutzzöllner legen den deutschen Freihändlern gern diesen ausländischen Namen bei, obwohl die deutschen Freihändler nicht um englische Interessen, sondern um deutsche Interessen willen für den Freihandel eintreten. Abgesehen von Freihandel und Schutzzoll wird auch diejenige Richtung als Manchesterpartei bezeichnet, welche den Gegensatz zum Staatssozialismus und zur Sozialdemokratie bildet und in erster Reihe überall für die Freiheit des Einzelnen und der Gesellschaft auf wirtschaftlichem Gebiet eintritt und Beschränkungen dieser Freiheit nur soweit zulassen will, wie die Notwendigkeit und Nützlichkeit derselben im Einzelnen unzweifelhaft erwiesen werden kann.
Das Programm der wirtschaftlichen Freiheit für die Gesetzgebung stammt nicht aus Manchester, der englischen Fabrikstadt, sondern aus der preußischen Gesetzgebung von Stein und Hardenberg aus den Jahren 1808 und 1810. Die Gegner werfen dem Prinzip vor, daß es die Förderung der Selbstsucht bezwecke. Gerade umgekehrt! In der Freiheit findet die Selbstsucht eine Schranke in der Selbstsucht des Andern. Derjenige, der möglichst teuer verkaufen will, findet ein Hindernis in den Bestrebungen derjenigen, die möglichst vorteilhaft kaufen wollen. Wird dem einen mit dem andern Teil die Freiheit gelassen, so müssen beide ihre Selbstsucht dem gemeinsamen Interesse unterordnen. Wenn aber jemand behindert wird, so billig wie möglich zu kaufen, z. B. durch Zollbeschränkung der Einfuhr aus dem Auslande, während der andere Teil nicht verhindert wird, so teuer wie möglich zu verkaufen, beispielsweise durch Ausfuhr nach dem Auslande, so wird gerade die Selbstsucht des Einen auf Kosten des Andern unterstützt und statt der Gerechtigkeit ein System der Ungerechtigkeit begünstigt.“

## Abgrenzung zum Manchesterkapitalismus
Der Begriff des Manchesterliberalismus ist nicht mit dem Manchesterkapitalismus zu verwechseln. Im Allgemeinen beschreibt der Manchesterkapitalismus die Auswirkungen einer Wirtschaftspolitik, die sich vorrangig an der Interessenslage der Unternehmer orientiert, eine Regulierung des Staates verhindert und soziale Probleme ausklammert. Der Begriff des Manchesterkapitalismus gilt im deutschen Sprachraum als Inbegriff für Ausbeutung und Profitgier. Im englischen Sprachraum wird nicht zwischen den Begriffen Manchester Liberalism, Manchester Capitalism, Manchester School and Manchesterism unterschieden. Die Verwendung des Begriffs Manchester Capitalism gilt in englischsprachigen Ländern folglich nicht als Synonym für eine große soziale Ungleichheit, sondern gleich dem Manchesterliberalismus als politische Strömung und Freihandelsbewegung.

## Rezeption
David Ricardo, Thomas Robert Malthus, John Ramsay McCulloch, Robert Torrens, John Stuart Mill, Nassau William Senior, John Elliot Cairnes, Friedrich Engels, William Stanley Jevons und Francis Ysidro Edgeworth distanzierten sich von dem extremen laissez-faire-Ansatz, der von der Manchester-Partei ebenso wie Frédéric Bastiat vertreten wurde.
Der Reutlinger Ökonom Friedrich List war im Prinzip ein Anhänger des Freihandels, hielt aber den Freihandel nur für entwickelte Staaten für sinnvoll. Für schlechtentwickelte Nationen befürwortete er einen sogenannten Erziehungszoll. Dieser Zoll sollte der Industrie in einem schlechtentwickelten Land auf die Beine helfen und sie wettbewerbsfähig machen. List sah dabei selbst die negativen Auswirkungen beim kurzfristigen Konsumverzicht und benannte sie.

## Bekannte Vertreter
- Großbritannien: Richard Cobden, John Bright, Auberon Herbert, David Roche, Charles Pelham Villiers, Walter Bagehot, Joseph Hume, John Roebuck, Jane Haldimand Marcet, Harriet Martineau, Robert Giffen, John Bowring
- Frankreich: Frédéric Bastiat, Michel Chevalier, Jean-Baptiste Say, Charles Dunoyer, Jean-Gustave Courcelle-Seneuil, Gustave de Molinari, Charles Comte
- Deutschland: John Prince-Smith, Eugen Richter, Hermann Schulze-Delitzsch, Ludwig Bamberger, Karl Braun, Karl Heinrich Rau, Friedrich von Hermann, Theodor Barth, Julius Faucher, Heinrich Bernhard Oppenheim, Alexander Meyer
- Amerika: Henry C. Carey, Francis Amasa Walker, Simon Newcomb, John Bates Clark, Charles Franklin Dunbar, William Graham Sumner, James Laurence Laughlin
- Italien: Francesco Ferrara